# The Last Song (X Japan)
The last Song è la canzone commemorativa scritta dagli X Japan per lo scioglimento del gruppo nel 1997. La copertina raffigura una scena del Last Live in cui Toshi e Yoshiki si abbracciano durante l'esecuzione di Forever Love. Si dice che Yoshiki in quel momento fosse arrabbiato con Toshi al punto che sarebbe stato indeciso tra abbracciare il cantante o dargli un pugno. Nel CD sono presenti varie tracce multimediali contenenti l'esecuzione della canzone durante il Last Live (concerto tenutosi il 31 dicembre 1997), un reportage sullo scioglimento del gruppo e la loro discografia.

## Tracce
1. The Last Song - 11:34 (Yoshiki - Yoshiki)

- Tracce multimediali

1. The last Song (Live Version from The Last Live) Traccia Video - 10:39 (Yoshiki - Yoshiki)
2. Reportage sullo scioglimento della band
3. Discografia

## Formazione
- Toshi - voce
- Heath - basso
- Pata - chitarra
- Hide - chitarra
- Yoshiki - batteria & pianoforte